# Raleigh Charles Joseph Chichester-Constable
Raleigh Charles Joseph Chichester-Constable, britanski general, * 1890, † 1963.